# حجرة التدفق الصفحي

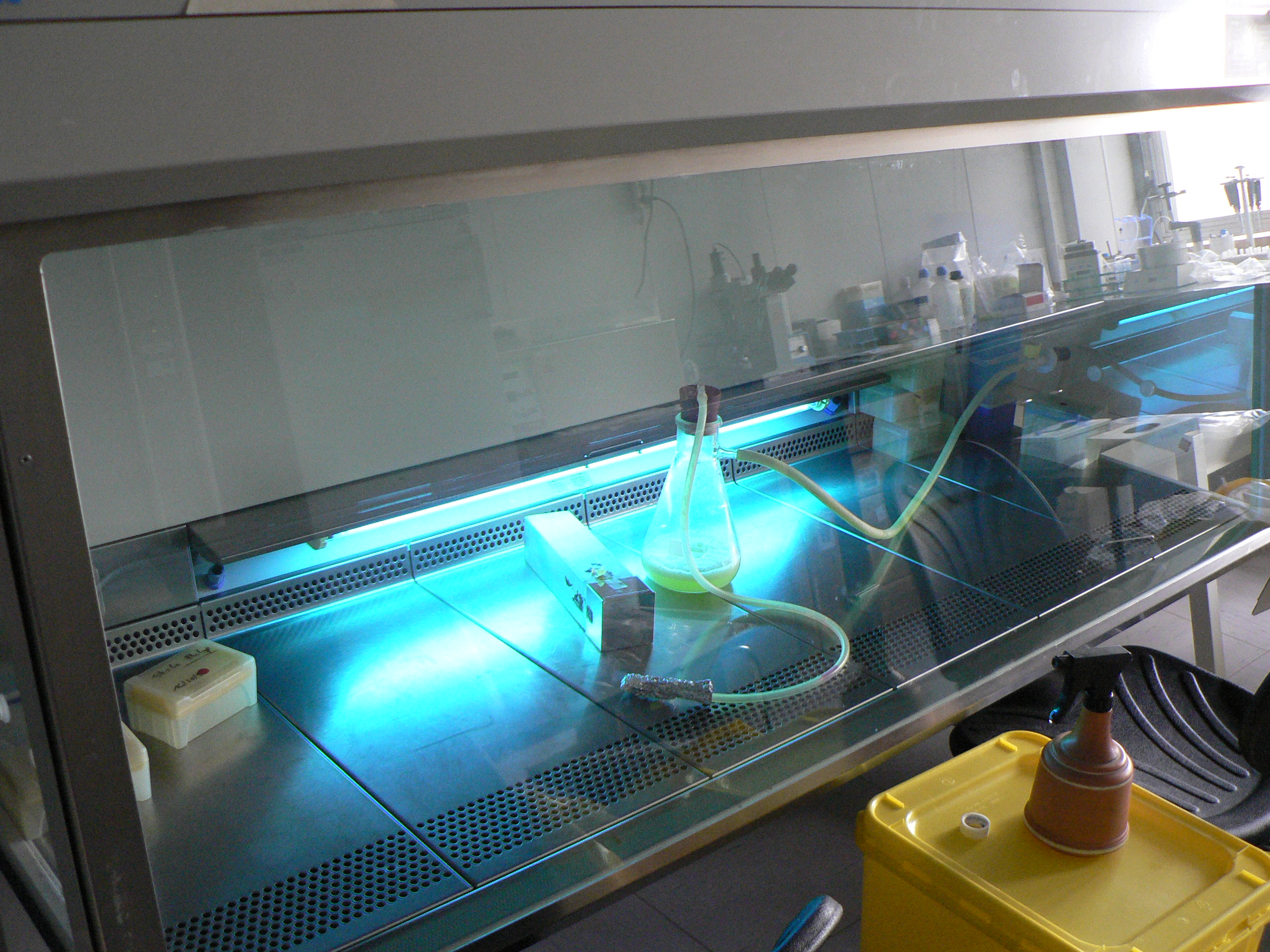

حجرة التدفق الصفحي هو مقعد المغلقة بعناية تهدف لمنع التلوث من رقائق أشباه الموصلات، والعينات البيولوجية، أو أي جهاز الجسيمات الحساسة. ويوجه الهواء من خلال HEPA فلتر ونفخ في، على نحو سلس جدا تدفق رقائقي نحو المستخدم. وعادة ما تكون مصنوعة من مجلس الوزراء من الفولاذ المقاوم للصدأ مع عدم وجود ثغرات أو المفاصل حيث جراثيم قد جمع.
أغطية هذه موجودة في تكوينات الأفقي والرأسي، وهناك العديد من أنواع مختلفة من الخزانات مع مجموعة متنوعة من أنماط تدفق الهواء واستخدامات مقبولة.
قد خزانات تدفق رقائقي يكون للأشعة فوق البنفسجية C مصباح مبيد للجراثيم لتعقيم قذيفة ومحتوياتها عندما لا تكون قيد الاستعمال. (من المهم للتبديل هذا قبالة ضوء أثناء الاستخدام، كما أنها ستعطي بسرعة أي الجلد المكشوف حروق الشمس ، وربما تسبب إعتام عدسة العين).